# AS.30
Az AS.30 szilárd hajtóanyagú, földi célok elleni rakéta, melyet a hatvanas évek elejére fejlesztettek ki Franciaországban. A francia repülőgépekkel együtt több országba exportálták.
Az AS.30L verzió az eredeti rakéta korszerűsített változata, lézeres félaktív önirányítással kiegészítve. Az új rakéta 2 m vastag vasbetont is át tud törni, mielőtt felrobbanna. Megbízható, pontos fegyver, az öbölháborúban és a Boszniai háborúban elindított mintegy 60 rakéta 97%-os találati arányt ért el (ami azt jelenti, hogy a 60-ból 58 rakéta a célponthoz képest 1 m sugarú körön belül csapódott be).